# Équipe réserve et académie du Manchester City Football Club
Maillots
Manchester City est représenté dans la classe des moins de 21 ans par l'Elite Development Squad, aussi surnommé Elite Squad ou tout simplement EDS . Cette équipe remplaça l'ancienne équipe des moins de 21 ans qui contenait plus de joueurs séniors dans le but de se focaliser sur le développement des jeunes gradués de l'Académie. Cette dernière représente les moins de 18 ans du club, plus connu sous le nom de Manchester City Academy Team.

## Elite Development Squad

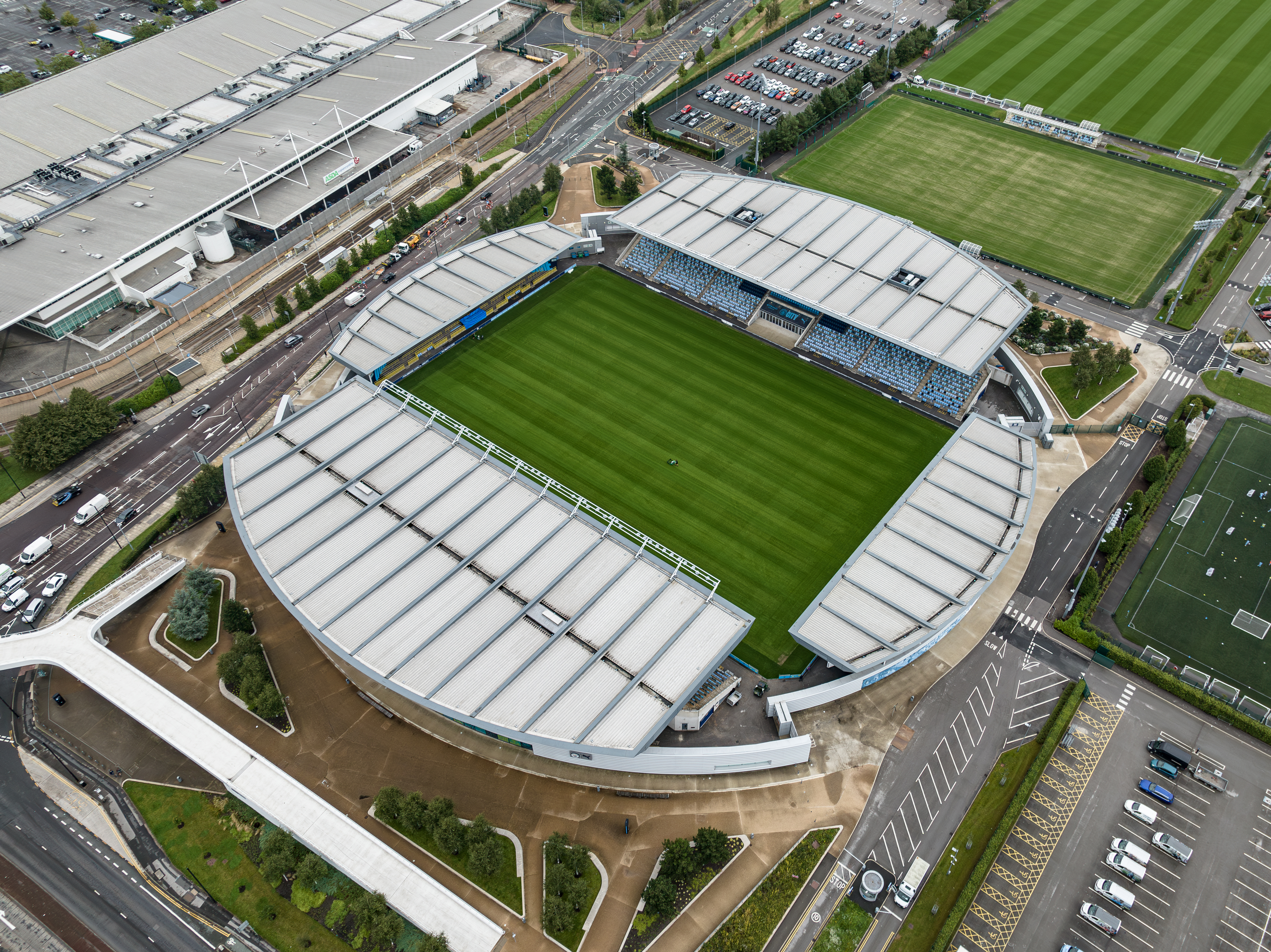
L'Academy Stadium.

### Stade
Les équipes de jeunes de Manchester City jouent tous leurs matchs à domicile à l'Academy Stadium. Celui-ci a été construit en 2014, en même temps que le centre d'entrainement du club.

### Numéros
Les numéros des joueurs dans cet article sont ceux que portent les joueurs de l'EDS avec l'équipe première, ce qui veut dire que si un jeune joueur vient à être promu en équipe première pour un match amical ou en compétition officielle, il portera le numéro qui lui est assigné dans cet article. L'équipe première comporte environ 40 joueurs, ce qui explique que les numéros des joueurs de l'EDS sont relativement élevés.
Le club officialise les numéros de ses joueurs vers fin-juillet à l'approche de la saison. Un joueur ne peut pas changer de numéro de toute la saison une fois celui-ci officialisé et un numéro ne peut être utilisé par deux joueurs différents en une saison (ce qui veut dire que si un joueur quitte le club durant la saison, son numéro n'est plus utilisable avant le début de la saison suivante).

### Effectif actuel
Le tableau suivant liste les joueurs en prêt pour la saison 2025-2026.

### Historique des entraîneurs
| Entraîneur        | De   | À    | Honneurs                                        |
| Tony Book         | 1986 | 1996 | 1987 Central League                             |
| Asa Hartford      | 1996 | 2004 | 2000 Central League, 2001 Manchester Senior Cup |
| Steve Wigley (en) | 2004 | 2006 | 2005 Manchester Senior Cup                      |
| Frank Bunn (en)   | 2006 | 2007 |                                                 |
| Kenny Jackett     | 2007 | 2007 | 2007 Manchester Senior Cup                      |
| Ian Miller (en)   | 2007 | 2008 | 2008 Central League                             |
| Glyn Hodges       | 2008 | 2009 |                                                 |
| Andy Welsh        | 2009 | 2012 | 2010 Manchester Senior Cup                      |
| Attilio Lombardo  | 2012 | 2013 |                                                 |
| Patrick Vieira    | 2013 | 2015 |                                                 |
| Simon Davies      | 2015 | 2018 |                                                 |
| Paul Harsley (en) | 2018 | 2020 |                                                 |

## Académie
Maillots
L'Académie de Manchester City a pour but de former des jeunes joueurs à devenir des footballeurs professionnels. C'est le centre de formation le plus productif depuis sa refonte en 1998, ayant formé plus de joueurs professionnels que n'importe quel autre club de Premier League . À ce jour, 21 joueurs diplômés ont été sélectionnés dans l'équipe première de leur pays, 12 ont évolué avec les U21 ou U20 de leur pays, 44 ont joué un jour avec l'équipe première de Manchester City et plus de 60 jouent dans des ligues professionnels de football . Micah Richards, Daniel Sturridge, Shaun Wright-Phillips, Stephen Ireland et Joey Barton sont entre autres passés par l'Académie.

### Palmarès
| Équipe réserve | Sections de jeunes |
| --- | --- |
| - Premier League International Cup (1) : - Vainqueur en 2015. - The Central League (4) : - Champion en 1978, 1987, 2000 et 2008. - Premier League Cup U21 : - Finaliste en 2014. - Manchester Senior Cup (13) : - Vainqueur en 1901, 1903 (partagé), 1907, 1911, 1928, 1929, 1932, 1933, 1949, 2001, 2005, 2007 et 2010. - Lancashire Senior Cup (6) : - Vainqueur en 1921, 1923, 1928, 1930, 1953 et 1974. - Finaliste en 2013. | - FA Youth Cup (3) : - Vainqueur en 1986, 2008 et 2020. - Finaliste en 1979, 1980, 1989, 2006 et 2015. - Premier Reserve League U18 : - Vice-champion en 2014. - Milk Cup (1) : - Vainqueur en 1999. - Finaliste en 2000. |

### Historique des entraîneurs
| Entraîneur       | De   | À       | Honneurs          |
| Neil McNab (en)  | 1994 | 1997    |                   |
| Jim Cassell (en) | 1997 | 2009    | FA Youth Cup 2008 |
| Steve Eyre (en)  | 2009 | 2011    |                   |
| Adam Sadler (en) | 2011 | 2013    |                   |
| Jason Wilcox     | 2013 | 2016    |                   |
| Lee Carsley      | 2016 | 2017    |                   |
| Gareth Taylor    | 2017 | présent |                   |

### Diplômés de l'Académie
Les joueurs diplômés qui sont toujours sous contrat avec Manchester City sont surlignés en vert.
| Joueur                  | Club actuel          | Né             | Sélection nationale          | Début                                             | Entraîneur          |
| Shaun Wright-Phillips   | Queens Park Rangers  | Londres        | Angleterre A                 | Âge 17 v Burnley, 24 août 1999                    | Joe Royle           |
| Terry Dunfield          | Agent libre          | Vancouver      | Canada A                     | Âge 19 v Chelsea FC, 11 mai 2001                  | Joe Royle           |
| Chris Shuker            | Agent libre          | Liverpool      |                              | Âge 19 v Notts County, 11 septembre 2001          | Kevin Keegan        |
| Dickson Etuhu           | Agent libre          | Kano           | Nigeria A                    | Âge 19 v Birmingham City, 15 septembre 2001       | Kevin Keegan        |
| Leon Mike               | Retraité             | Manchester     |                              | Âge 19 v Portsmouth, 16 novembre 2001             | Kevin Keegan        |
| Chris Killen            | Agent libre          | Wellington     | Nouvelle-Zélande A           | Âge 20 v Rotherham United, 24 novembre 2001       | Kevin Keegan        |
| Tyrone Mears            | Agent libre          | Manchester     | Jamaïque A                   | Âge 19 v Nottingham Forest, 30 mars 2002          | Kevin Keegan        |
| Joey Barton             | Queens Park Rangers  | Liverpool      | Angleterre A                 | Âge 21 v Bolton Wanderers, 5 avril 2003           | Kevin Keegan        |
| Stephen Jordan          | Fleetwood Town       | Liverpool      |                              | Âge 21 v Bolton Wanderers, 5 avril 2003           | Kevin Keegan        |
| Willo Flood             | Aberdeen             | Dublin         | Irlande U21                  | Âge 18 v The New Saints, 28 août 2003             | Kevin Keegan        |
| Glenn Whelan            | Stoke City           | Dublin         | Irlande A                    | Âge 19 v The New Saints, 28 août 2003             | Kevin Keegan        |
| Stephen Elliott         | Agent libre          | Dublin         | Irlande A                    | Âge 20 v Bolton Wanderers, 21 février 2004        | Kevin Keegan        |
| Bradley Wright-Phillips | New York Red Bulls   | Londres        | Angleterre U20               | Âge 19 v Barnsley, 21 septembre 2004              | Kevin Keegan        |
| Nedum Onuoha            | Queens Park Rangers  | Warri          | Angleterre U21               | Âge 18 v Arsenal FC, 24 octobre 2004              | Kevin Keegan        |
| Jonathan D'Laryea       | North Ferriby United | Manchester     |                              | Âge 19 v Arsenal, 24 octobre 2004                 | Kevin Keegan        |
| Lee Croft               | St. Johnstone        | Manchester     | Angleterre U20               | Âge 19 v Bolton Wanderers, 7 mars 2005            | Kevin Keegan        |
| Stephen Ireland         | Stoke City           | Cork           | Irlande A                    | Âge 19 v Bolton Wanderers, 18 septembre 2005      | Stuart Pearce       |
| Micah Richards          | Manchester City      | Birmingham     | Angleterre A                 | Âge 17 v Arsenal, 22 octobre 2005                 | Stuart Pearce       |
| Ishmael Miller          | Agent libre          | Manchester     | Angleterre U21               | Âge 19 v Wigan Athletic, 18 mars 2006             | Stuart Pearce       |
| Michael Johnson         | Retraité             | Manchester     | Angleterre U21               | Âge 18 v Wigan Athletic, 21 octobre 2006          | Stuart Pearce       |
| Daniel Sturridge        | Liverpool            | Birmingham     | Angleterre A                 | Âge 17 v Reading FC, 3 février 2007               | Stuart Pearce       |
| Kasper Schmeichel       | Leicester City       | Copenhague     | Danemark A                   | Âge 19 v West Ham United, 11 août 2007            | Sven-Göran Eriksson |
| Shaleum Logan           | Aberdeen             | Manchester     |                              | Âge 19 v Bristol City, 29 août 2007               | Sven-Göran Eriksson |
| Kelvin Etuhu            | Bury                 | Kano           |                              | Âge 19 v Norwich City, 25 septembre 2007          | Sven-Göran Eriksson |
| Ched Evans              | Agent libre          | Rhyl           | Pays de Galles A             | Âge 18 v Norwich City, 25 septembre 2007          | Sven-Göran Eriksson |
| Sam Williamson          | Agent libre          | Manchester     |                              | Âge 20 v Portsmouth, 20 avril 2008                | Sven-Göran Eriksson |
| Vladimír Weiss          | Lekhwiya SC          | Bratislava     | Slovaquie A                  | Âge 19 v Bolton Wanderers, 24 mai 2009            | Mark Hughes         |
| Dedryck Boyata          | Manchester City      | Bruxelles      | Belgique A                   | Âge 19 v Middlesbrough, 2 janvier 2010            | Roberto Mancini     |
| Abdisalam Ibrahim       | Olympiakos           | Mogadiscio     | Norvège U21                  | Âge 18 v Scunthorpe United, 24 janvier 2010       | Roberto Mancini     |
| Greg Cunningham         | Bristol City         | Galway         | Irlande A                    | Âge 18 v Scunthorpe United, 24 janvier 2010       | Roberto Mancini     |
| Alex Nimely             | Agent libre          | Monrovia       | Liberia U20 / Angleterre U20 | Âge 18 v Burnley, 3 avril 2010                    | Roberto Mancini     |
| Javan Vidal             | Agent libre          | Manchester     | Angleterre U20               | Âge 21 v West Bromwich Albion, 22 septembre 2010  | Roberto Mancini     |
| Ben Mee                 | Burnley              | Manchester     | Angleterre U21               | Âge 20 v West Bromwich Albion, 22 septembre 2010  | Roberto Mancini     |
| John Guidetti           | Manchester City      | Stockholm      | Suède A                      | Âge 18 v West Bromwich Albion, 22 septembre 2010  | Roberto Mancini     |
| Chris Chantler          | Agent libre          | Manchester     |                              | Âge 20 v Juventus, 16 décembre 2010               | Roberto Mancini     |
| Abdul Razak             | Agent libre          | Abidjan        | Côte d'Ivoire A              | Âge 18 v West Bromwich Albion, 5 février 2011     | Roberto Mancini     |
| Ryan McGivern           | Port Vale            | Newry          | Irlande du Nord A            | Âge 21 v Sunderland AFC, 3 avril 2011             | Roberto Mancini     |
| Reece Wabara            | Agent libre          | Birmingham     | Angleterre U20               | Âge 19 v Bolton Wanderers, 22 mai 2011            | Roberto Mancini     |
| Karim Rekik             | Manchester City      | Rotterdam      | Pays-Bas A                   | Âge 16 v Birmingham City, 21 septembre 2011       | Roberto Mancini     |
| Luca Scapuzzi           | Agent libre          | Milan          |                              | Âge 20 v Birmingham City, 21 septembre 2011       | Roberto Mancini     |
| Denis Suárez            | Sevilla              | Vigo           | Espagne U19                  | Âge 17 v Wolverhampton Wanderers, 26 octobre 2011 | Roberto Mancini     |
| Jérémy Hélan            | Sheffield Wednesday  | Paris          | France U19                   | Âge 20 v Aston Villa, 25 septembre 2012           | Roberto Mancini     |
| Marcos Lopes            | Lille (prêt)         | Belém de Maria | Portugal U21                 | Âge 17 v Watford, 5 janvier 2013                  | Roberto Mancini     |
| Emyr Huws               | Wigan Athletic       | Llanelli       | Pays de Galles A             | Âge 20 v Blackburn Rovers, 15 janvier 2014        | Manuel Pellegrini   |
| José Angel Pozo         | Manchester City      | Malaga         | Espagne U18                  | Âge 18 v Sheffield Wednesday, 24 septembre 2014   | Manuel Pellegrini   |

## Palmarès
| Équipe réserve | Sections de jeunes |
| --- | --- |
| - Premier League International Cup (1) : - Vainqueur en 2015. - The Central League (4) : - Champion en 1978, 1987, 2000 et 2008. - Premier League Cup U21 : - Finaliste en 2014. - Manchester Senior Cup (13) : - Vainqueur en 1901, 1903 (partagé), 1907, 1911, 1928, 1929, 1932, 1933, 1949, 2001, 2005, 2007 et 2010. - Lancashire Senior Cup (6) : - Vainqueur en 1921, 1923, 1928, 1930, 1953 et 1974. - Finaliste en 2013. | - FA Youth Cup (3) : - Vainqueur en 1986, 2008 et 2020. - Finaliste en 1979, 1980, 1989, 2006 et 2015. - Premier Reserve League U18 : - Vice-champion en 2014. - Milk Cup (1) : - Vainqueur en 1999. - Finaliste en 2000. |